# Episcopal Diocese of Washington

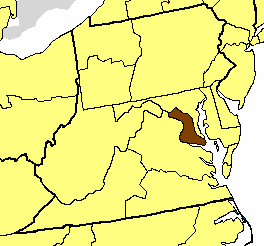
Lage des Bistums Washington

Die Episcopal Diocese of Washington ist das Bistum der Episkopalkirche der Vereinigten Staaten von Amerika, das aus dem District of Columbia sowie den Countys Charles, St. Mary’s, Prince George’s und Montgomery von Maryland besteht. Seine Hauptkirche ist die Cathedral Church of Saint Peter and Saint Paul, die inoffiziell als Washington National Cathedral bekannt ist, und die sich an der Kreuzung von Massachusetts und Wisconsin Avenues in Washington, D.C. befindet. Das Verwaltungszentrum des Bistums liegt auf Mount Saint Albans.
Mariann Edgar Budde ist die derzeitige Bischöfin von Washington und der neunte in der Reihenfolge des Bistums. Sie ist die erste Frau, die dieses Amt übernahm.

## Bischöfe von Washington
1. Henry Yates Satterlee (1896–1908)
2. Alfred Harding (1909–1923)
3. James Edward Freeman (1923–1943)
4. Angus Dun (1944–1962)
5. William Forman Creighton (1962–1977)
6. John Thomas Walker (1977–1989)
7. Ronald Hayward Haines (1990–2000)
8. John Bryson Chane (2002–2011)
9. Mariann Edgar Budde (2011-)